# 청주 압각수
청주 압각수(淸州 鴨脚樹)는 충청북도 청주시 상당구 남문리에 있는 은행나무이다. 1976년 12월 21일 충청북도의 기념물 제5호로 지정되었다.

## 개요
은행나무는 살아 있는 화석이라 할 만큼 오래된 나무로 우리나라, 일본, 중국 등지에 분포하고 있다. 우리나라에는 중국에서 유교와 불교가 전해질 때 같이 들어온 것으로 전해지고 있다. 가을 단풍이 매우 아름답고 병충해가 없으며 넓고 짙은 그늘을 제공한다는 장점이 있어 정자나무 또는 가로수로도 많이 심는다.
압각수는 나이가 900년 정도로 추정되는 은행나무로 높이가 30m, 둘레가 8m이다. 압각수란 이름은 잎의 모양이 오리의 발가락을 닮았다고 해서 생겼다는 주장과 나무 뿌리가 물오리발처럼 발가락 사이가 붙어있어 생겼다는 주장이 있다.
『동국여지승람』에 의하면 고려 공양왕 2년(1390)에 목은 이색을 비롯한 어진 신하 10여 명이 모함으로 청주 감옥에 갇혔다가 큰 홍수를 만났을 때 압각수에 올라가 화를 면하였다고 한다. 이 소식을 전해들은 왕은 이들의 죄가 없음을 하늘이 증명한 것이라 하여 석방하였다는 일화가 전해온다.
압각수는 이색 등과 관련된 일화를 가지고 있는 유서 깊은 나무이며, 오랜 세월동안 조상들의 관심과 보살핌을 받아온 나무로 생물학적 보존 가치가 인정되어 기념물로 지정하여 보호하고 있다.

## 참고 문헌
- 청주 압각수 - 국가유산청 국가유산포털